# Claire Franconnay
Claire Franconnet, dite Claire Franconnay, est une chanteuse française née à Chatou le 2 juin 1900 et morte à Vichy le 12 octobre 1970. Elle est l'une des plus importantes figures du music-hall français de l'entre-deux-guerres, connue pour ses imitations d'artistes de l'époque.

## Biographie

### Débuts
Claire Franconnet est née le 2 juin 1900 dans la ville de Chatou.
Alors qu'elle exerce le métier de modiste, elle est remarquée un jour par un imprésario qui va l'inciter à monter sur les planches. Elle débute en 1926 dans le monde musical et scénique, et prend comme pseudonyme de "Clairette Franconay", puis de Claire Franconnay, se contentant de modifier l’orthographe de son vrai nom. En pleine époque des années folles, elle adopte rapidement la coiffure dite « à la garçonne ».
En 1927, alors au début de sa carrière, elle écume certains cabarets et music-hall célèbres de la capitale comme l'Empire, à l'Olympia et l'Apollo. Elle y est remarquée par le chansonnier René Dorin et par le librettiste Georges Tenon qui vont lui écrire des revues très appréciées à l'époque par le public. Fantaisiste et excellente imitatrice, elle triomphe avec ses imitations de vedettes célèbres de l'époque, tel que Maurice Chevalier.

### Premiers succès
Sans connaître un mot d'anglais, elle affronte en mars 1930 le public du Trocadero de Londres.
Dans le matin du 20 décembre 1931, alors qu'elle quittait la ville de Moulins pour rentrer à Paris, elle est victime d'un grave accident de voiture aux côtés de son imprésario Yves Bizos et d'une de ses camarades chanteuses, Gaby Sim.
Elle revient à la scène au cours de l'année 1932 à l'Alhambra avec Ray Ventura. L'année suivante elle débute à l'Empire et à Bobino. Au music-hall, Claire Franconnay jouit d'une activité intense cette année-là.

### Actrice
Elle tourne également dans des films, comme dans Bluff de Georges Lacombe en 1929, dans Chiqué de Pierre Colombier où elle interprète la chanson Quand je danse avec lui de Marie Dubas. Mais aussi dans Un rêve blond de Paul Martin et En lisant le journal d'Alberto Cavalcanti en 1932. Et enfin dans L'Équipage d'Anatole Litvak, adaptation d'un roman de Joseph Kessel en film où elle tient le rôle d'une patronne de beuglant.

### Nombreuses collaborations
Au cours de sa carrière, entre 1928 et 1937, Claire Franconnay enregistre plusieurs disques dont deux de sketches-imitations. En 1935, elle enregistre par exemple un titre avec les frères Medinger, qui enregistrent des titres avec la Môme Piaf à la même période. On a très peu de créations dans le répertoire enregistrées par Franconnay, il s'agit surtout de reprises des succès de l'époque, comme le titre Toute la banlieue fait la bringue qui fut initialement créée par Jane Stick, et que Franconnay enregistre en 1936.
Au fil du temps, elle enregistre chez beaucoup de labels, notamment chez Polydor dans la série des JAP. La rareté de ses disques laissent à penser qu'ils ont été tirés à assez peu d'exemplaires. On notera également que Jean-Christophe Averty consacrera cinq émissions de ses Cinglés du music-hall où il évoque ladite chanteuse qu'il adorait.

### Mariage et fin de carrière
Le 14 décembre 1937, Claire Franconnay se marie avec Henri René Jeux, un aviateur et commerçant, dans le 17e arrondissement de Paris.
À la suite de ce mariage de "raison", elle part s'établir à Vichy et arrête sa carrière musicale en 1940. Claire Franconnay meurt dans l'anonymat le 12 octobre 1970 à l'âge de soixante-dix ans.

## Revues
- L'Âge d'or, avec Louis Doumel, à l'Olympia de Lyon en juin 1928
- Paris-Madrid, avec Raquel Meller, au Palace en 1928
- Les Clous de Paris, à l'Élysée-Palace en 1931
- La Viscosa, avec Arletty, au Palais-Royal, le 1er avril 1931
- Montmartre aux Champs-Élysées, avec Dranem au Claridge, le 23 avril 1931
- Ah ! Les Bandits, au Bataclan, en 1932
- X.Y.Z., au théâtre de l'ABC, en 1934